# Dolomedes naja
Dolomedes naja är en spindelart som beskrevs av Lucien Berland 1938. Dolomedes naja ingår i släktet Dolomedes och familjen vårdnätsspindlar. Inga underarter finns listade i Catalogue of Life.